# Stiphropodinae
Stiphropodinae (Simon, 1886) è una sottofamiglia di ragni appartenente alla famiglia Thomisidae.

## Descrizione
La chiave dicotomica di questa sottofamiglia rispetto alle altre è che questi ragni hanno le zampe e i pedipalpi fittamente ricoperti da una peluria intricata e ramificata; il primo e il secondo segmento dei tarsi sono a forma di clava e più lunghi dei rispettivi segmenti dei metatarsi.

## Distribuzione
I tre generi oggi noti di questa sottofamiglia sono diffusi prevalentemente in Africa; otto specie del genere Stiphropus sono state rinvenute in diverse località dell'Asia.

## Tassonomia
A novembre 2013, la maggioranza degli aracnologi è concorde nel suddividerla in 3 generi:
1. Heterogriffus Platnick, 1976 - Congo, Uganda, Angola
2. Stiphropella Lawrence, 1952 - Sudafrica
3. Stiphropus Gerstäcker, 1873 - Africa meridionale, orientale ed occidentale, Congo, Costa d'Avorio, Guinea-Bissau, Asia centrale, India, Cina, Filippine, Nepal, Myanmar